# Посьцише
Посьцише (пол. Pościsze) — деревня в Бяльском повете Люблинского воеводства Польши. Входит в состав гмины Мендзыжец-Подляски. По данным переписи 2011 года, в деревне проживало 348 человек.

## География
Деревня расположена на востоке Польши, на левом берегу реки Кшны-Пулноцны, на расстоянии приблизительно 32 километров к западу от города Бяла-Подляска, административного центра повета. Абсолютная высота — 156 метров над уровнем моря. К югу от населённого пункта проходит региональная автодорога 806.

## История
Упоминается с XV века. По данным на 1827 год имелось 56 дворов и проживал 252 человека. Согласно «Справочной книжке Седлецкой губернии на 1875 год» деревня входила в состав гмины Мисе Радинского уезда Седлецкой губернии.
В 1975—1998 годах деревня входила в состав Бяльскоподляского воеводства.

## Население
Демографическая структура по состоянию на 31 марта 2011 года:
|         | Всего | До трудоспособного возраста | Трудоспособного возраста | Старше трудоспособного возраста |
| ------- | ----- | --------------------------- | ------------------------ | ------------------------------- |
| Мужчины | 179   | 44                          | 118                      | 17                              |
| Женщины | 169   | 40                          | 90                       | 39                              |
| Всего   | 348   | 84                          | 208                      | 56                              |